# Brennand River
Der Brennand River ist ein kleiner Fluss im Forest of Bowland, Lancashire, England. Der Brennand River entsteht auf dem Wolfhole Crag aus dem Zusammenfluss von Brown Syke und anderer unbenannter kleiner Bäche. Zu seinen zahlreichen kleinen Zuflüssen gehört der Abfluss aus dem Brennand Tarn. Der Brennand River bildet mit dem Whitendale River den River Dunsop.